# Jurij Batalin
Jurij Pietrowicz Batalin (ros. Ю́рий Петро́вич Бата́лин, ur. 28 lipca 1927 we wsi Kołkanowo w Baszkirskiej ASRR, zm. 21 lipca 2013 w Moskwie) – radziecki polityk, wicepremier ZSRR (1985-1989).

## Życiorys
Urodzony w rodzinie rosyjskiej. W latach 1945–1950 studiował w Uralskim Instytucie Politechnicznym im. Kirowa, później pracował w truście węglowym, od 1952 zajmował w nim stanowiska kierownicze. Od 1956 członek KPZR, od 1957 główny inżynier, później zarządca trustu „Basznieftiepromstroj”, od 1965 główny inżynier i I zastępca szefa „Gławtiumiennieftiegazstroju”, od 1970 wiceminister przemysłu gazowego ZSRR. Od 1972 zastępca, a w latach 1973–1983 I zastępca ministra budownictwa przedsiębiorstw przemysłu naftowego i gazowego ZSRR, od kwietnia 1983 do grudnia 1985 przewodniczący Państwowego Komitetu ZSRR ds. pracy i zagadnień socjalnych. Od grudnia 1985 do czerwca 1989 zastępca przewodniczącego Rady Ministrów ZSRR, jednocześnie od sierpnia 1986 do czerwca 1989 przewodniczący Państwowego Komitetu Budowlanego ZSRR, następnie na emeryturze. W latach 1986–1990 członek KC KPZR, deputowany do Rady Najwyższej ZSRR XI kadencji. Pochowany na Cmentarzu Nowodziewiczym w Moskwie.

## Odznaczenia i nagrody
- Order Lenina
- Order Czerwonego Sztandaru Pracy (trzykrotnie)
- Order Znak Honoru
- Nagroda Leninowska (1980)
- Premia Rady Ministrów ZSRR